# Transportes Metropolitanos de Barcelona
Transportes Metropolitanos de Barcelona (en catalán y oficialmente Transports Metropolitans de Barcelona), abreviado como TMB, es una marca comercial y una unidad gestora bajo la cual operan tres empresas municipales de transporte público en la ciudad de Barcelona y su área metropolitana: Ferrocarril Metropolità de Barcelona, S.A., —responsable de la gestión del Metro de Barcelona— Transports de Barcelona, S.A.—encargada de gestionar los servicios de autobús urbano de Barcelona y otros transportes — y Projectes i serveis de mobilitat, S.A.; propiedad del Área Metropolitana de Barcelona. 
Aunque las tres empresas mantienen una gestión y una estructura independientes, colaboran para mantener unas líneas estratégicas conjuntas y de cara a los usuarios las tres se muestran comercialmente bajo la misma marca sin distinción alguna.
TMB, además del metro y los servicios de bus urbano, también opera otros transportes públicos de la ciudad como el Funicular de Montjuïc, el Teleférico de Montjuïc, el Tranvía Azul y el Bus Turístico de Barcelona.  Sus antecesoras fueron Tranvías de Barcelona a su vez sucesora de Les Tranways de Barcellone y la CGA (Compañía General de Autobuses sucesora del servicio de ómnibus de La Catalana Graciense y La Central Barcelonesa) y a su vez adquirida por TB, en 1967 se pasó a denominar Transportes de Barcelona ante la decisión municipal de clausurar el transporte eléctrico de superficie (Tranvías y Trolebuses).

## Historia
En octubre de 1957 el pleno del Ayuntamiento de Barcelona aprobó la municipalización de todas las empresas de transporte público de la ciudad, por lo que se fusionaron el Gran Metropolitano de Barcelona (el Gran Metro) y el Ferrocarril Metropolitano de Barcelona (el Transversal). En 1944, creó Transportes Urbas (Suburbanos), S, dedicada al transporte con las poblaciones vecinas y más tarde a las promociones inmobiliarias (Urbanizaciones y Transportes), también se unió a TMB. Algunas líneas fueron transferidas a TUBSAL (Transportes Urbanos de Badalona SAL) sucesora de TUSA (Transportes Urbanos SA) adquirida por Urbas pero manteniendo su independencia y "Boix y CIA" Autobús Badalona-Canyet, ahora Tusgsal (Transportes Urbanos y Servicios Generales SAL).

Primer logotipo de TMB

En 1978 la Generalidad de Cataluña pasa a ser la administradora del metro de FMB, y un año más tarde fue cuando la competencia la adquirió la explotación conjunta de las empresas Transports de Barcelona S.A. (antes denominada Tramvies de Barcelona S.A.) y Ferrocarril Metropolità de Barcelona S.A. Dicho año fue cuando ambas empresas comenzaron a operar con una marca común —"Transports Municipals de Barcelona" (TMB).
En 1981 adquirió por municipalización el Tranvía Azul y el funicular y teleférico de Montjuic que se agregaron a la explotación del Metro de Barcelona. Posteriormente se agregó la explotación del funicular del Tibidabo.
En 1984 se cambia el nombre de dicha marca por el de Transportes Metropolitanos de Barcelona.

## Servicios e intraestructuras

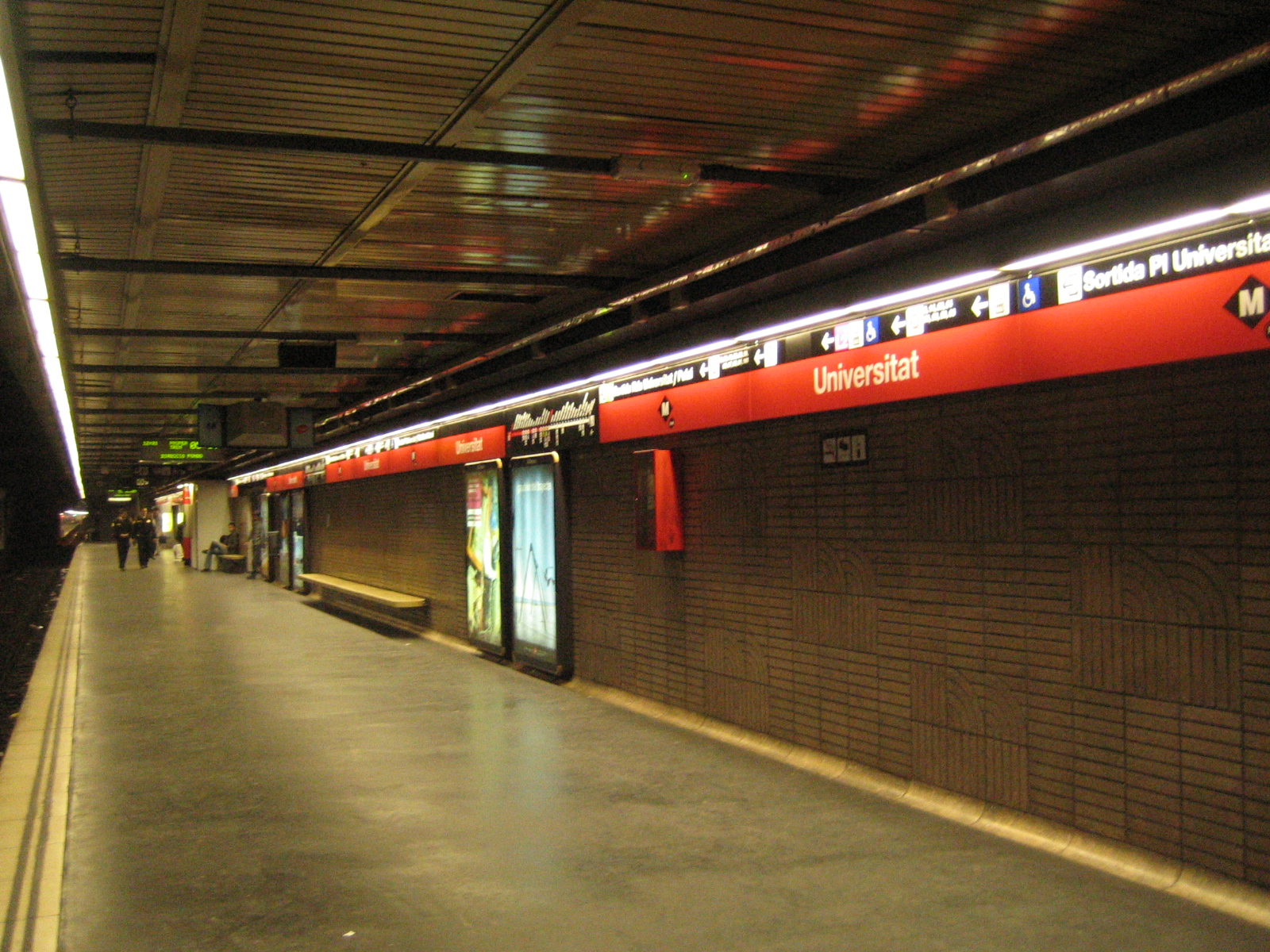
Andén de la estación Universitat del Metro de Barcelona

En conjunto, TMB es el encargado de la planificación y explotación de los servicios de transporte público que abastecen a los municipios de Barcelona, San Adrián de Besós, Esplugas de Llobregat, Badalona, Santa Coloma de Gramanet, Cornellá de Llobregat, Hospitalet de Llobregat y Moncada y Reixach.
Las tarifas del Metro de Barcelona y los autobuses urbanos se regulan dentro del consorcio de la Autoridad del Transporte Metropolitano (ATM), dentro de la cual se encuentra TMB y que permite la emisión de billetes y abonos conjuntos para los transportes de TMB y de otras empresas como las Cercanías, el tranvía metropolitano (Tram), los autobuses interurbanos y los Ferrocarriles de la Generalidad de Cataluña. Ya que la red de ATM es extensa, está dividida en diferentes coronas (zonas) que van aumentando según la distancia del destino desde la ciudad, lo cual influye proporcionalmente directamente en el precio del billete.

### Metro de Barcelona
El Metro de Barcelona es una red de ferrocarril metropolitano que da servicio a la ciudad de Barcelona y a los municipios cercanos de su área metropolitana. Cuenta con 12 líneas, 159 estaciones, un parque móvil de 165 trenes y una longitud total de aproximadamente 122,3 km. Es la segunda mayor red de Metro de España tras el Metro de Madrid. En 2013 tuvo una demanda de aproximadamente 369,94 millones de viajeros.
En diciembre de 2009 se convirtió en el primer metro de España en incorporar servicios automatizados en las líneas L9 y L10. A pesar de que TMB es la responsable de operar y gestionar la mayoría de líneas del Metro de Barcelona, las líneas L6, L7, L8 y L12 pertenecen a Ferrocarriles de la Generalidad de Cataluña y se gestionan de forma independiente.
| Línea    | Color       | Terminales                       | Longitud actual | Estaciones actuales | Apertura | Gálibo   | Tiempo de viaje | Ancho de vía |
| -------- | ----------- | -------------------------------- | --------------- | ------------------- | -------- | -------- | --------------- | ------------ |
|          | Roja        | Hospital de Bellvitge Fondo      | 20,7 km         | 30                  | 1929     | Ancho    | 45 min          | 1674 mm      |
|          | Lila        | Paral·lel Badalona Pompeu Fabra  | 13,7 km         | 18                  | 1995     | Estrecho | 26 min          | 1435 mm      |
|          | Verde       | Zona Universitària Trinitat Nova | 18,4 km         | 26                  | 1924     | Estrecho | 36 min          | 1435 mm      |
|          | Amarilla    | Trinitat Nova La Pau             | 17,3 km         | 22                  | 1926     | Estrecho | 36 min          | 1435 mm      |
|          | Azul oscuro | Cornellà Centre Vall d'Hebron    | 19,168 km       | 26                  | 1959     | Estrecho | 37 min          | 1435 mm      |
|          | Naranja     | La Sagrera Can Zam               | 7,867 km        | 9                   | 2009     | Estrecho | 15 min          | 1435 mm      |
|          | Naranja     | Aeroport T1 Zona Universitària   | 15,6 km         | 15                  | 2016     | Estrecho | 33 min          | 1435 mm      |
|          | Azul claro  | La Sagrera Gorg                  | 5,57 km         | 14                  | 2010     | Estrecho | 11 min          | 1435 mm      |
|          | Azul claro  | ZAL \| Riu Vell Collblanc        | 12 km           | 11                  | 2018     | Estrecho | 17 min          | 1435 mm      |
|          | Verde claro | Trinitat Nova Can Cuiàs          | 2,109 km        | 5                   | 2003     | Estrecho | 7 min           | 1435 mm      |
| 8 líneas |             |                                  | 122,3 km        | 159                 |          |          |                 |              |

### Autobús urbano de Barcelona

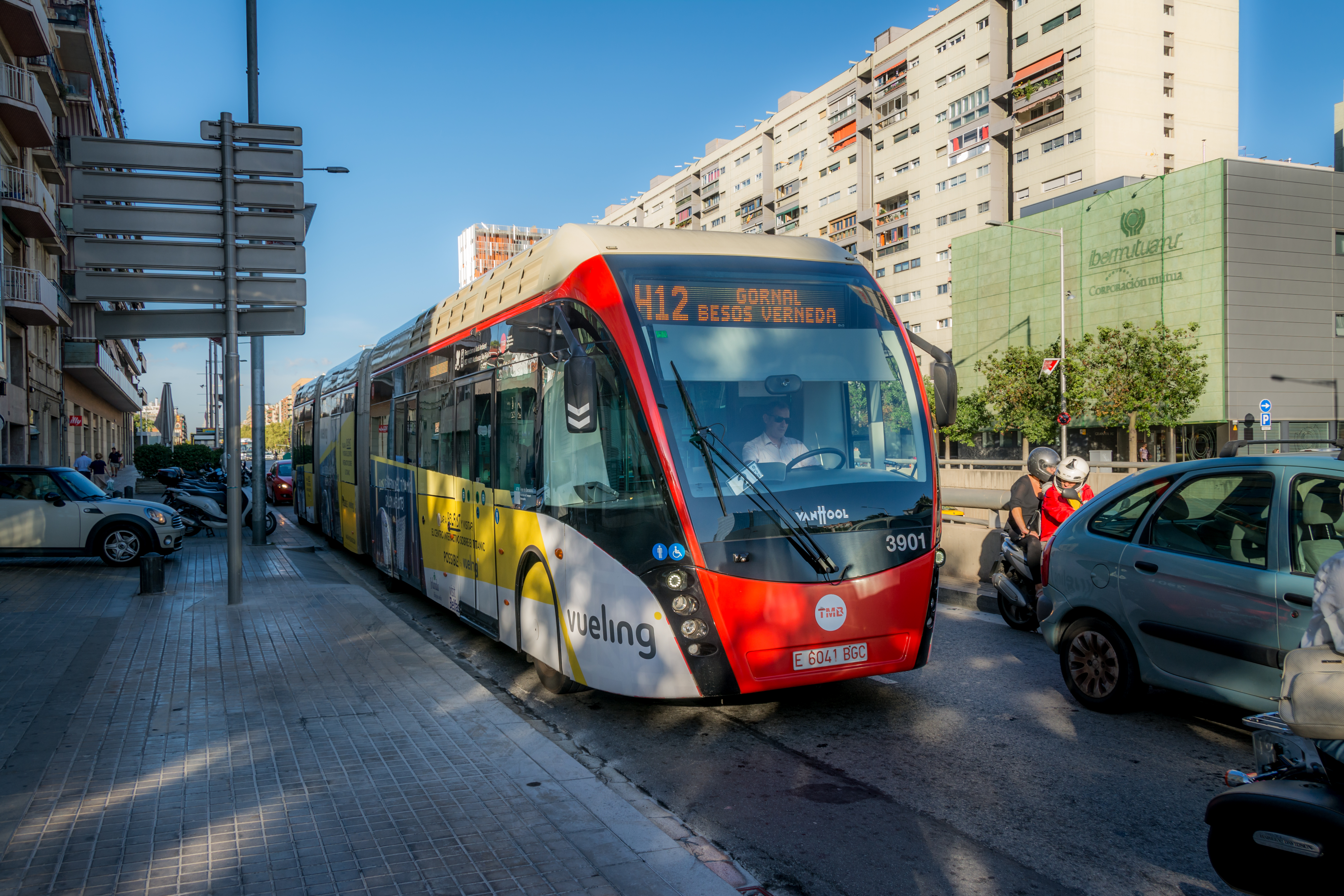
Autobús de la línea H12 de la Red Ortogonal de Autobuses de Barcelona

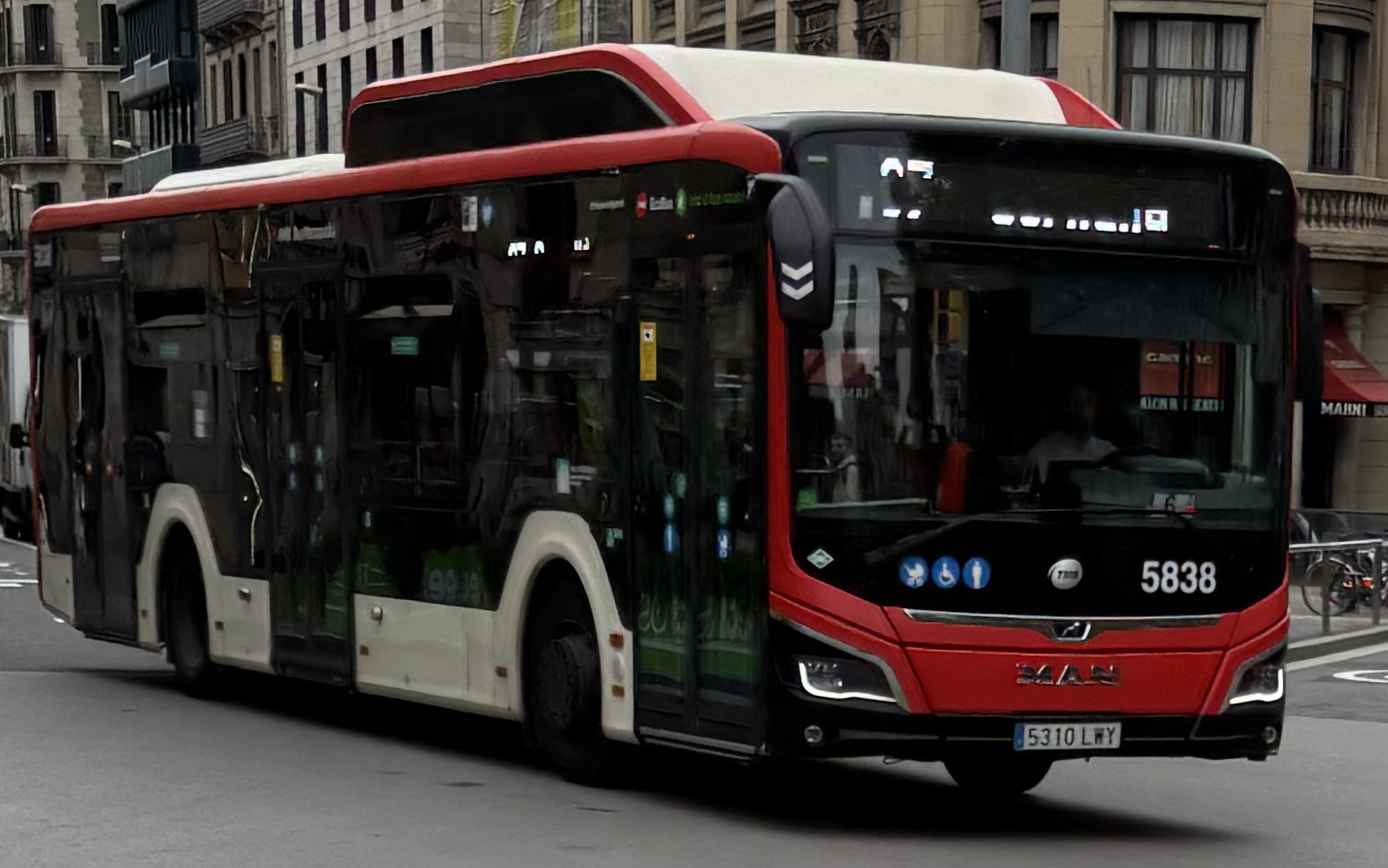
Autobús de la línea regular 67.

La red actual de autobús de TMB es de 108 líneas, divididas en 5 líneas de tránsito rápido de la Red Ortogonal de Autobuses de Barcelona y por 103 líneas regulares. El parque móvil es de 1.065 autobuses y la red alcanza una longitud total de casi 880 kilómetros. En 2013 tuvo una demanda de 369,94 millones de viajeros.

#### Red Ortogonal de Autobuses de Barcelona
La Red Ortogonal consiste en una trama reticular compuesta por líneas de autobuses urbanos rápidos que cruzan horizontalmente (líneas H, color azul y numeración par), verticalmente (líneas V, color verde y numeración impar), en diagonal (líneas D, color lila y numeración múltiplo de 10) y exprés (líneas X, color negro y numeración desde el 1 sin tener en cuenta otras líneas exprés) la ciudad de Barcelona, aprovechando la estructura del callejero del ensanche barcelonés. Fue inaugurado el 1 de octubre de 2012 y la primera fase del proyecto está formada por 5 líneas: 2 verticales, 2 horizontales y 1 diagonal.

### Bus Turístico
El Bus Turístico de Barcelona (en catalán: Barcelona Bus Turístic) es un servicio de autobús urbano turístico que completa rutas en puntos de atracción turística en la ciudad de Barcelona y es operado por conjuntamente por TMB y Barcelona Turisme. La red está compuesta por 3 rutas turísticas diferentes por Barcelona (1 de ellas de temporada), con un total de 44 paradas y 6 puntos de conexión entre ellas. Normalmente se opera con autobuses de dos pisos sin techo, para una mejor visión.

### Funicular y teleférico de Montjuïc
El funicular de Montjuic conecta la ciudad con la montaña de Montjuic y con las instalaciones deportivas situadas allí, por su parte, el Teleférico de Montjuïc es un teleférico que da acceso a la montaña barcelonesa de Montjuïc desde la falda oriental. Ambos son operados por TMB y poseen una longitud de aproximadamente 750 metros.

### Tranvía Azul
El Tranvía Azul (en catalán Tramvia Blau) es un tranvía de la parte alta de la ciudad de Barcelona que une la estación de Tibidabo, que es cabecera de la línea L7 del Metro de Barcelona operada por FGC, con el pie del Funicular del Tibidabo.

### Aerobús Barcelona
Aerobús es el nombre que recibe el servicio de autobús interurbano de la empresa Monbus que une Barcelona y el Aeropuerto de Barcelona-El Prat. El trayecto se realiza en unos 35 minutos los 365 días del año, con una frecuencia la mayor parte del día de 5 min. para la Terminal 1 y de 10 min. para la Terminal 2B y Terminal 2C.